# Sant Vicenç de la Creu Alta
Sant Vicenç de Jonqueres (Creu Alta) és una església catalogada com a monument del municipi de Sabadell (Vallès Occidental) inclosa en l'Inventari del Patrimoni Arquitectònic de Catalunya. Aquesta església va venir a substituir l'antiga església de Sant Vicenç de Jonqueres situada al marge dret del riu Ripoll, sent inaugurada el 10 de novembre del 1889.

## Descripció
És un edifici religiós de tipus església parroquial. Les façanes combinen l'obra vista i l'arrebossat. La façana principal està flanquejada per dues torres, la del cimbori té uns baixos relleus de terra cuita obra de Camil Fàbregas.
Destaca l'interior on hi ha pintures i escultures de la Capella del Sagrament, l'arc triomfal i els relleus de l'altar amb temes de l'Evangeli i de les Sagrades Escriptures, obres també de Camil Fàbregas. L'escultor Salanguera hi té una imatge del Sagrat Cor. Altres talles són de Camps Arnau i Juventeny. Les vidrieres són d'Oriach Rovira.

## Història
L'església pertany a l'antic terme de Sant Vicenç de Jonqueres (la Creu Alta), el qual s'incorporà a Sabadell l'any 1904. El 1936 l'església va ser cremada, sent reconstruïda el 1945 per Josep Vila i Juanicó, i consagrada pel Dr. Narcís Jubany el 12 d'octubre de 1956. El 25 de maig de 1999 es va inaugurar la nova façana amb l'atri i l'acabament del campanar amb tres noves campanes i el rellotge actual.